# Chasmanthe floribunda
El lirio cobra (Chasmanthe floribunda (Salisb.) N.E.Br. ) es una especie herbácea y perenne perteneciente a la familia de las iridáceas. Se la utiliza como ornamental en varias partes del mundo.

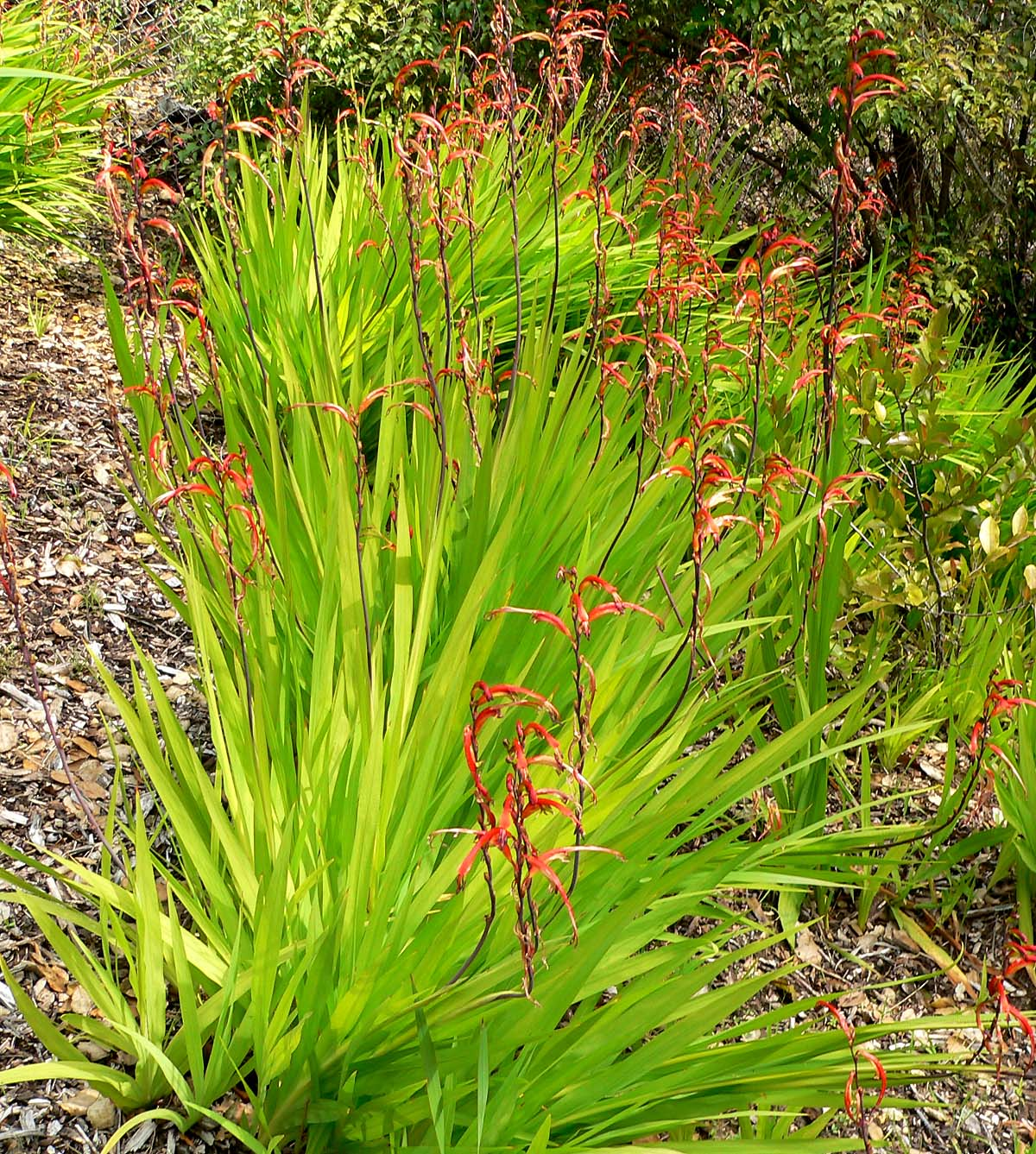
Vista de la planta

## Descripción
Es una hierba perenne, de follaje caduco, bulbosa y ornamental, nativa de Sudáfrica al igual que las restantes especies de Chasmanthe. Es una especie que alcanza gran tamaño, hasta 1,2 m, con hojas ensiformes de 30 a 60 cm de largo y 3 a 5 cm de ancho y flores tubulares de color rojo-anaranjado en una espiga erecta. Vegeta en invierno, florece en primavera y permanece en reposo durante el verano.

## Cultivo
Para su cultivo necesita un suelo muy bien drenado y un lugar a pleno sol. 
Se propaga fácilmente por los bulbillos que crecen alrededor del cormo original. También se multiplica por semillas.

## Taxonomía
Chasmanthe floribunda fue descrita por Salisb. N.E.Br. y publicado en Transactions of the Royal Society of South Africa 20(3): 274. 1932.
Etimología
Chasmanthe: nombre genérico que procede del griego chasme, que significa abierto, partido y anthos, que significa flor, haciendo referencia a los tépalos incisos o partidos.
floribunda: epíteto latíno que significa "profusamente floreada".
Sinonimia
- Antholyza floribunda Salisb., Trans. Hort. Soc. London 1: 324 (1812).
- Petamenes floribunda (Salisb.) E.Phillips, Bothalia 4: 44 (1941).[3]
- Antholyza praealta Delile[4]